# Catopius irregularis
Catopius irregularis is een keversoort uit de familie boomzwamkevers (Mycetophagidae). De wetenschappelijke naam van de soort werd in 1902 gepubliceerd door David Sharp.